# Wedge Tomb von Toorclogher

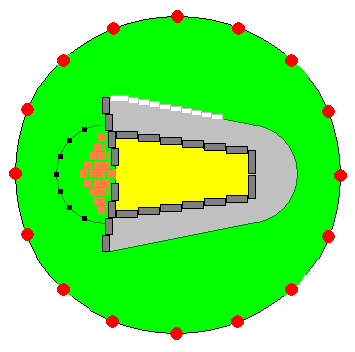
Prinzipskizze Wedge tomb am Beispiel von Island

Das Wedge Tomb von Toorclogher liegt im namengebenden Townland westlich von Loughrea im County Galway in Irland. Das Wedge Tomb (deutsch „Keilgrab“) früher auch wedge-shaped gallery grave genannt, ist eine ganglose, mehrheitlich ungegliederte Megalithanlage der späten Jungsteinzeit und der frühen Bronzezeit und neben Court Tombs, Portal Tombs und Passage Tombs typisch für die Westhälfte Irlands.
Von dem großen Keilgrab von Toorclogher ist nur der kleine mittlere Deckstein in situ erhalten. Die beiden Türplatten und Steine der Doppelwand sind vorhanden. Die Kammer war über 4,0 m lang und 1,5 m breit, aber durch den Bewuchs mit Brombeeren ist dies schwer erkennen. Es liegt auf einem kleinen, möglicherweise künstlichen Hügel in einem Feld. An einer Feldgrenze liegen einige Felsbrocken, die vielleicht vom Wedge Tomb stammen. Das gesamte kleinteiligere Hügelmaterial umgibt noch das Grab.